# Hydriris
Hydriris é um gênero de mariposa pertencente à família Crambidae.